# Ардеова
Ардеова (рум. Ardeova) — село у повіті Клуж в Румунії. Входить до складу комуни Менестірень.
Село розташоване на відстані 350 км на північний захід від Бухареста, 37 км на захід від Клуж-Напоки.

## Населення
За даними перепису населення 2002 року у селі проживали 85 осіб, усі — румуни. Усі жителі села рідною мовою назвали румунську.